# I Gusti Ngurah Rai
I Gusti Ngurah Rai (Carangsari, 30 de enero de 1917 - Marga, 20 de noviembre de 1946) fue un militar indonesio. Durante la guerra de Independencia de Indonesia ascendió a teniente coronel y murió en combate contra el ejército colonial neerlandés en la isla de Bali. En 1975 fue reconocido como Héroe Nacional de Indonesia.

## Biografía
Nació el 30 de enero de 1917 en Carangsari (Bali), cuando la actual Indonesia era una colonia neerlandesa. Recibió formación escolar en Denpasar y Malang, y al cumplir la mayoría de edad se alistó en el ejército colonial. En 1942 luchó contra la ocupación japonesa en la Segunda Guerra Mundial.
Al calor de la Declaración de Independencia de Indonesia en 1945, fue uno de los líderes del Ejército Popular de Seguridad —antecesor de las Fuerzas Armadas de Indonesia— en las islas menores de la Sonda. Bajo las órdenes de la capital republicana en Yogyakarta, en marzo de 1946 ascendió a teniente coronel y aglutinó a los distintos focos de resistencia para combatir a los 2000 soldados neerlandeses en la isla. Durante la guerra de independencia, sus fuerzas tomaron el control de parte de Bali y atacaron una base colonial en Tabanan.
El 19 de noviembre de 1946, el ejército neerlandés hizo un ataque a gran escala en Marga, cerca de Tabanan, con apoyo de tropas auxiliares y fuerza aérea. El teniente coronel mantuvo un batallón de fieles, compuesto por 96 hombres, a quienes ofreció entablar un combate suicida (puputan) como alternativa a la rendición. El grupo no tenía opciones reales de victoria, ya que las fuerzas coloniales les superaban ampliamente en número y armamento. Ngurah Rai y todos sus hombres fallecieron el 20 de noviembre en la llamada Batalla de Margarana.
Después de que Indonesia viese reconocida su independencia en 1949, I Gusti Ngurah Rai permanece enterrado con honores en Marga y es considerado un héroe entre el pueblo balinés. En 1968 se impuso su nombre al aeropuerto internacional de Denpasar, y en 1975 fue condecorado Héroe Nacional de Indonesia a título póstumo.